# 接線板

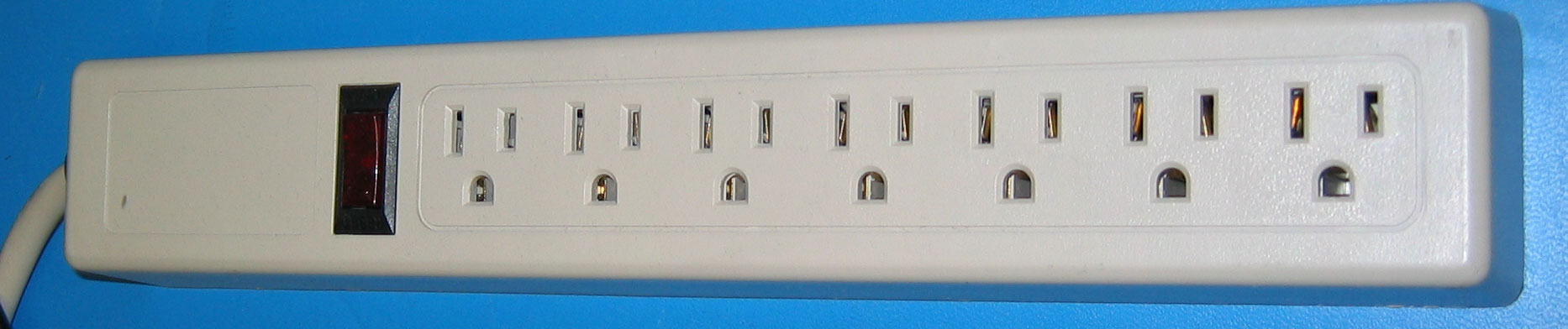
使用NEMA 5-15規格的接線板

接線板（英語：Power Strip，又稱拖板、插排、排插、延長線等）是電源插座的延伸工具，能使單一插座供應多台電器等的電源供應。接線板能解決單一插座只供應單一電器的問題，也解決電器距離過遠而無法接上的問題，但使用尚須注意電流、功率，避免電流過載所造成的危險發生。接線板通常帶有斷路器以中斷因超載或短路引起的問題。